# Giulio Angioni
Giulio Angioni (Guasila, Sardinië, 28 oktober 1939 – Cagliari, 12 januari 2017) was een Italiaanse schrijver en antropoloog.

## Biografie
Giulio Angioni (leidend Sardijnse antropoloog, hoogleraar aan de Universiteit van Cagliari), is de auteur van een twintigtal fictieboeken en een dozijn antropologie essays.

## Literaire werken
- L'oro di Fraus (it:Editori Riuniti 1988, it:Il Maestrale 2000)
- Il sale sulla ferita (it:Marsilio 1990, Il Maestrale 2010), finalist bij de it:Premio Viareggio 1990
- Una ignota compagnia (it:Feltrinelli 1992, Il Maestrale 2007), finalist bij de it:Premio Viareggio 1992
- La Casa della Palma (it:Avagliano 2002)
- Millant'anni (Il Maestrale 2002, 2009)
- Il mare intorno (it:Sellerio 2003)
- Assandira (Sellerio 2004)
- Alba dei giorni bui (Il Maestrale 2005, 2009), it:Premio Dessi 2005
- it: Le fiamme di Toledo (Sellerio 2006), Premio Corrado Alvaro 2006, it:Premio Mondello 2006
- La pelle Intera (Il Maestrale 2007)
- Afa (Sellerio 2008)
- Tempus (it:CUEC 2008)
- Gabbiani sul Carso (Sellerio 2010)
- Doppio cielo (Il Maestrale 2010)
- Sulla faccia della terra (2015)

## Essays
- Tre saggi sull'antropologia dell'età coloniale, Flaccovio 1973
- sc:Sa laurera: Il lavoro contadino in Sardegna, EDeS 1976 e Il Maestrale 2005
- Il sapere della mano: saggi di antroplogia del lavoro, Sellerio 1986
- Pane e formaggio e altre cose di Sardegna, Zonza 2000
- Fare dire sentire. L'identico e il diverso nelle culture, Il Maestrale 2011